# Ditrichophora insolita
Ditrichophora insolita är en tvåvingeart som först beskrevs av Canzoneri och Giuseppe Giovanni Antonio Meneghini 1977.  Ditrichophora insolita ingår i släktet Ditrichophora och familjen vattenflugor. Inga underarter finns listade i Catalogue of Life.